# Серкан
Серка́н (перс. سرکان‎) — небольшой город на западе Ирана, в провинции Хамадан. Входит в состав шахрестана  Туйсеркан. На 2006 год население составляло 4 557 человек.

## География
Город находится в южной части Хамадана, в горной местности, севернее города Туйсеркан, на высоте 1 937 метров над уровнем моря.
Серкан расположен на расстоянии приблизительно 20 километров к юго-западу от Хамадана, административного центра провинции и на расстоянии 280 километров к юго-западу от Тегерана, столицы страны.